# Wojciech Drozdowicz
 (août 2021).
La mise en forme du texte ne suit pas les recommandations de Wikipédia : il faut le « wikifier ».
Les points d'amélioration suivants sont les cas les plus fréquents :
- Les titres sont pré-formatés par le logiciel. Ils ne sont ni en capitales, ni en gras.
- Le texte ne doit pas être écrit en capitales (les noms de famille non plus), ni en gras, ni en italique, ni en « petit »…
- Le gras n'est utilisé que pour surligner le titre de l'article dans l'introduction, une seule fois.
- L'italique est rarement utilisé : mots en langue étrangère, titres d'œuvres, noms de bateaux, etc.
- Les citations ne sont pas en italique mais en corps de texte normal. Elles sont entourées par des guillemets français : « et ».
- Les listes à puces sont à éviter, des paragraphes rédigés étant largement préférés. Les tableaux sont à réserver à la présentation de données structurées (résultats, etc.).
- Les appels de note de bas de page (petits chiffres en exposant, introduits par l'outil «  Source ») sont à placer entre la fin de phrase et le point final[comme ça].
- Les liens internes (vers d'autres articles de Wikipédia) sont à choisir avec parcimonie. Créez des liens vers des articles approfondissant le sujet. Les termes génériques sans rapport avec le sujet sont à éviter, ainsi que les répétitions de liens vers un même terme.
- Les liens externes sont à placer uniquement dans une section « Liens externes », à la fin de l'article. Ces liens sont à choisir avec parcimonie suivant les règles définies. Si un lien sert de source à l'article, son insertion dans le texte est à faire par les notes de bas de page.
- La présentation des références doit suivre les conventions bibliographiques. Il est recommandé d'utiliser les modèles {{Ouvrage}}, {{Chapitre}}, {{Article}}, {{Lien web}} et/ou {{Bibliographie}}. Le mode d'édition visuel peut mettre en forme automatiquement les références.
- Insérer une infobox (cadre d'informations à droite) n'est pas obligatoire pour parachever la mise en page.

Pour une aide détaillée, merci de consulter Aide:Wikification.
Si vous pensez que ces points ont été résolus, vous pouvez retirer ce bandeau et améliorer la mise en forme d'un autre article.
 (août 2021).
Wojciech Drozdowicz, né le 17 avril 1954 à Varsovie, est un prêtre catholique polonais, prélat de Sa Sainteté, animateur de télévision, chanoine du chapitre Kampinos-Bielany de l'archidiocèse de Varsovie, curé de la paroisse Bienheureux Edward-Detkens (pl) à l'église des Camaldules (en) de Bielany depuis 1999.

## Biographie
Wojciech Drozdowicz fait ses études au Grand Séminaire de Varsovie (pl), pendant lesquelles il séjourne un an à l'abbaye bénédictine de Tyniec.
Ordonné prêtre le 7 juin 1981 par l'évêque auxiliaire de Varsovie, Jerzy Modzelewski (pl), il est vicaire de la paroisse Saint-Zygmunt de Słomczyn puis à partir de 1983 vicaire de la paroisse de l'Assomption (pl) de Łowicz. Il s'occupe notamment comme aumônier de la pastorale des enfants et de la vie culturelle de la paroisse. Il dirige, entre autres, le journal Kolegiatka et la chaine de télévision associative Wiadomości Kolegiaty. Il est réputé pour son comportement non conventionnel et son charisme ainsi que pour ses sermons et homélies sortant de l'ordinaire. Par exemple, lors d'une des messes dominicales pour enfants, il détruit symboliquement un poste de télé avec une hache, ce qui ne l'empêche pas par la suite de concevoir et présenter une émission religieuse hebdomadaire destinée aux enfants à la télévision publique Ziarno (pl). Dans ce cadre, il obtient en 1991 un entretien avec le pape Jean-Paul II qui contribue à sa popularité. Il est couronné en 1991 par un prix Wiktor (pl) au titre de 1990 (pl) pour Ziarno (pl).
Après son travail à la télévision, le Père Wojciech Drozdowicz est envoyé en mission dans les pays de l'ex-Union soviétique. Il travaille notamment en Sibérie en tant que prêtre au sein de la diaspora polonaise à Wierszyna (pl) (village au nord d'Irkoutsk créé par des émigrants polonais au début du XXe siècle) et à Krasnoiarsk et comme curé de la cathédrale catholique romaine de Novossibirsk. Il est le fondateur et premier directeur de la chaine de télévision catholique TV Kana (d), qui diffuse des programmes et des films sur les réseaux câblés en Russie et en Asie centrale.
À son retour en Pologne en 1999, il est nommé curé de la paroisse nouvellement créée à Varsovie dans l'église des Camaldules (en) de l'ancien monastère de Bielany, en bordure d'une réserve naturelle protégée. Il crée notamment le lieu culturel « Podziemie Kamedulskie », où sont organisés des spectacles, des concerts et des expositions et soutient l'actrice Ewa Błaszczyk (en) à l'origine de la fondation Ewa Błaszczyk AKogo (d) qui travaille avec les enfants nécessitant une rééducation après des lésions neurologiques. Alors que la paroisse proprement dite est la plus petite de la capitale polonaise, son curé attire tous les dimanches des foules de fidèles qui viennent écouter ses homélies dans son église ou sur YouTube.
Il est nommé chanoine en 2003.